# Csepregi András
Csepregi András (1961. október 27. –) labdarúgó, hátvéd.

## Pályafutása
1983 és 1989 között a Zalaegerszegi TE labdarúgója volt. Az élvonalban 1983. augusztus 21-én mutatkozott be. 1990 és 1992 között a Kispest-Honvéd csapatában szerepelt. Tagja volt az 1990–91-es bajnokcsapatnak. Az 1992–93-as idényben a BVSC játékosa volt. Az élvonalban 208 mérkőzésen szerepelt és 23 gólt szerzett.

## Sikerei, díjai
- Magyar bajnokság
  - bajnok: 1990–91